# Banksia integrifolia

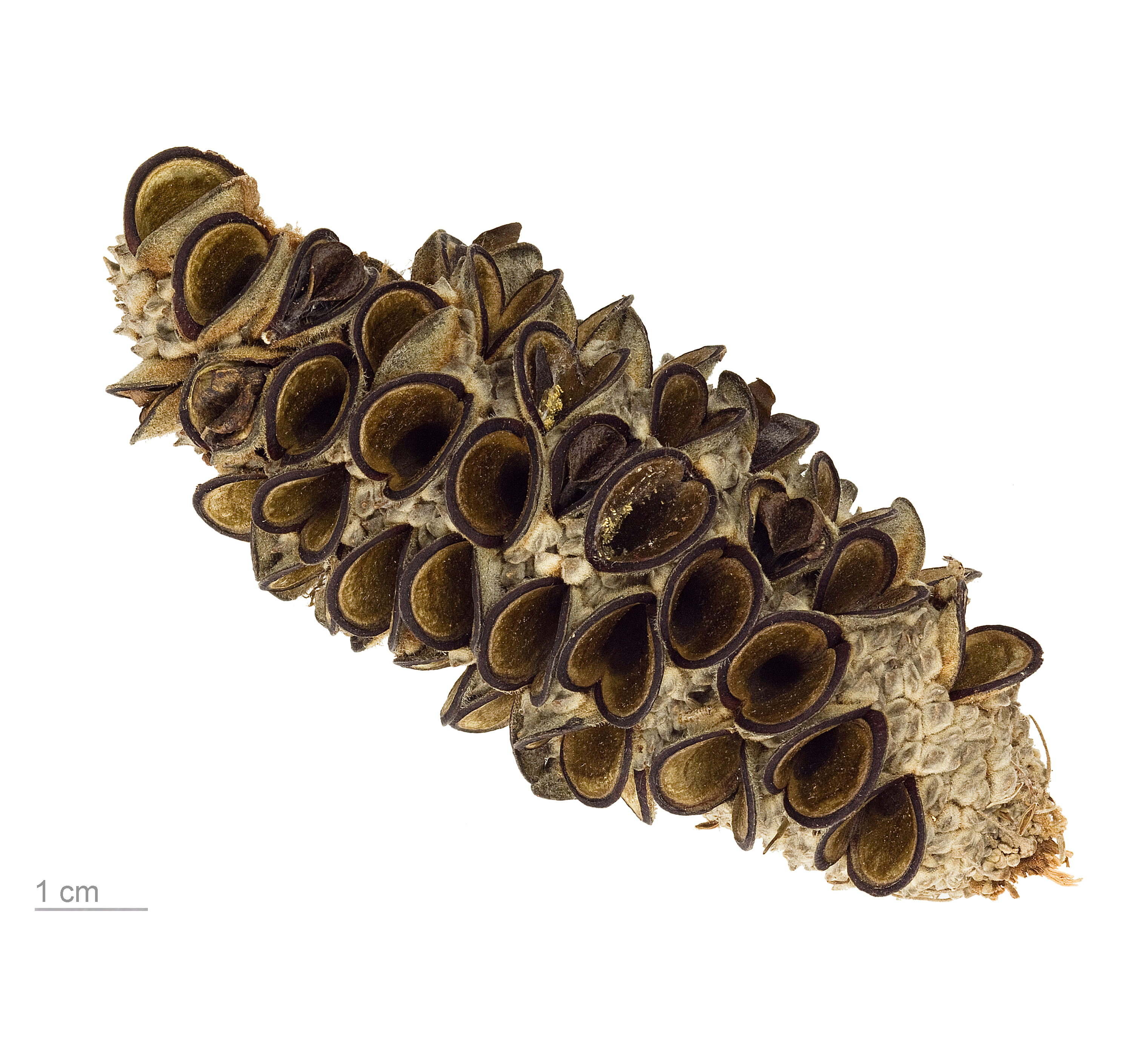
Banksia integrifolia - MHNT

Banksia intergrifolia, comumente chamada de Banksia Costeira, é uma espécie de árvore que cresce ao longo da Costa Oeste da Austrália. É uma das espécias mais comum de Banksias, e ocorre entre Victoria e Queensland Central, em vários tipos e habitats, das dunas às montanhas. É extremamente variável em forma, mas a mais encontrada é de árvores de cerca de 25 metros de altura. Suas folhas tem a superfície verde-escura e o interior branco, um contraste que é impressionante nos dias de muito vento. 
É umas das quatro espécias originais de Banksia coletadas por Sir Joseph Banks em 1770, e uma das quatro espécias publicadas em 1782 como parte da descrição original de Carolus Linnaeus, o jovem. Tem uma história taxonômica complicada, com numerosas espécies e variedades a serem descritas. A taxonomia é agora amplamente estabelecida, com três subespécies: B. integrifolia subsp. integrifolia, B. integrifolia subsp. compar e B. integrifolia subsp. monticola.
Uma planta de jardim resistente e versátil, a B. integrifolia é amplamente plantada nos jardins australianos. É uma escolha popular para parques e ruas, e tem sido usada como arbusto de reflorestamento e estabilização de dunas. 